# Ratnagiri
Ratnagiri è una città dell'India di 70.335 abitanti, capoluogo del distretto di Ratnagiri, nello stato federato del Maharashtra. In base al numero di abitanti la città rientra nella classe II (da 50.000 a 99.999 persone).

## Geografia fisica
La città è situata a 16° 58' 60 N e 73° 17' 60 E e ha un'altitudine di 10 m s.l.m..

## Società

### Evoluzione demografica
Al censimento del 2001 la popolazione di Ratnagiri assommava a 70.335 persone, delle quali 37.058 maschi e 33.277 femmine. I bambini di età inferiore o uguale ai sei anni assommavano a 7.822, dei quali 4.116 maschi e 3.706 femmine. Infine, coloro che erano in grado di saper almeno leggere e scrivere erano 56.275, dei quali 31.121 maschi e 25.154 femmine.